# 小野あつこ
小野 あつこ（おの あつこ、1991年〈平成3年〉12月12日 - ）は、日本の歌手、タレント。NHKの番組『おかあさんといっしょ』にて、第21代目うたのおねえさんを務めた。

## 人物
- 東京都出身（出身は東京都だが、母親の故郷である沖縄県で出生）。
- 身長は158cm
- 12月12日生まれの射手座
- 血液型はO型
- 3人姉弟の長女で、5歳年下と7歳年下の弟がいる（講談社「NHKのおかあさんといっしょ」内のインタビュー記事より）。
- 趣味はピアノ、散歩。
- 好きな食べ物は白米、そうめん、ケーキ、なす 。「おかあさんといっしょ」では、食いしん坊キャラが定着していた。また、天然キャラクターでもあり、コンサートや映画ではうたのおにいさんの花田からツッコミを入れられることが多かった。
- 初の平成生まれのうたのおねえさんである。
- 好きなスポーツはバドミントン、ジョギング[3]。4歳からピアノを始め、番組でも演奏を披露したことがある[3]。
- 子供の頃は速水けんたろう、茂森あゆみ時代のおかあさんといっしょを見ていたことも語っており、60周年コンサートで共演が実現した。

## 来歴
4歳からピアノを始め、ピアノの先生になることを夢見て、東京都立芸術高等学校音楽科に入学。大学入学時に声楽へ転向。東京音楽大学音楽学部音楽学科声楽専攻（声楽演奏家コース）卒業、同大学院音楽研究科修士課程声楽専攻独唱研究領域修了。
大学で声楽を学ぶ。その後大学院に進学し、フランスやロシアのクラシックの歌曲を勉強していた。2016年（平成28年）3月に修了。学生時代には児童館で子どもたちと音楽活動をしてきた。
同年2月12日に三谷たくみからの交代が発表された。3月31日にNHK Eテレ『おかあさんといっしょ』の放送最後の三谷の卒業の挨拶時に、引継ぎを兼ねて番組内で初登場、4月4日放送分より正式に出演。
共演者は、以下の通り。
うたのおにいさんは、最初の1年間（2016年4月4日から2017年4月1日まで）は、第11代目の横山だいすけ、それ以降の5年間（2017年4月3日から2022年4月2日まで）は、第12代目の花田ゆういちろう。
たいそうのおにいさんは、前半の3年間（2016年4月4日から2019年3月30日まで）は、第11代目の小林よしひさ、後半の3年間（2019年4月1日から2022年4月2日まで）は、第12代目の福尾誠。
身体表現のおねえさんおよびたいそうのおねえさんは、前半の3年間（2016年4月4日から2019年3月30日まで）は、第5代目の上原りさ、後半の3年間（2019年4月1日から2022年4月2日まで）は、初代たいそうのおねえさんの秋元杏月。
歌のコーナーの他、日替わりコーナーでは横山（2016年度）・花田（2017年度以降）と共に「しりとりれっしゃ」、「なんだっけ?!」、「やぎさんゆうびん」を受け持っている。
2022年2月16日に、同年3月をもってうたのおねえさんを卒業することが発表された。
2022年4月2日の放送をもって、うたのおねえさんを卒業。後任となるながたまやを紹介し、卒業の挨拶を行った。30代での卒業は歴代うたのおねえさんでは初 で、歴代のおねえさんでは第4代目の身体表現のおねえさんのいとうまゆ以来10年ぶりである。また、令和に改元されてから初めての出演者交代となった。
2022年4月4日、うたのおねえさんを卒業後自身の公式Twitterとオフィシャルサイトが開設された。
2023年4月11日、母親の出身地である沖縄県金武町の観光大使に就任した。
2023年5月13日からNHK Eテレにて不定期放送されていた自身が初MCを務める番組「テレどーも」がレギュラー化を果たした。
2023年7月には公式メインYouTubeチャンネルと公式サブYouTubeチャンネル、公式YouTubeチャンネルの情報を伝えるX（旧Twitter）のアカウント が開設された。

### プリンセス・ミミィ
2018年（平成30年）4月5日より、木曜日の日替わりコーナーを担当し、コーナーキャラクター『ミミィ』を演じていた。ただし、『ミミィ』は小野の親友という設定。
同コーナーは、『ガラピコぷ〜』のチョロミーと共にコーナーを進行。
ミミィは音の国の姫という設定であり、コーナーは彼女が持っている小箱の音が何の音であるかをチョロミーやスタジオの一般参加者に4択クイズで当てさせる内容となっていた。
2020年（令和2年）4月2日放送分からは「音の国の秘密のマシン」を使い、子供達と様々な音を真似て発声する遊びにリニューアルされた。しかし、その翌週の4月9日放送分以降は2019新型コロナウイルス感染拡大に伴い子供達が参加しなくなり、代わりに他のおにいさんとおねえさんが参加していた。
テーマ曲は「プリンセスミミィのワルツ」（作詞：日暮美佐、作曲：山口優）。
小野とチョロミーの番組卒業に伴い、2022年（令和4年）3月24日をもって終了。最終回ではミミィが音の旅に出ることを明かした。

## 出演

### テレビ

#### 現在
- ビットワールド（2023年6月23日 - 、NHK Eテレ） - コマチ、受付のオノ 役
- パンサー尾形のどんぶり旅〜ニッポンのうまい！にサンキュー〜（2024年7月20日 - 、BSJapanext→BS10） - ナレーション[13]

#### 過去
- おかあさんといっしょ（2016年4月4日 - 2022年4月2日、NHK Eテレ） - 21代目うたのおねえさん
- スッキリ（2022年4月7日 - 28日、日本テレビ） - 「SHOW CASE」（木曜日）2022年4月マンスリーMC
  - 2022年4月14日、松下奈緒の伴奏で「ありがとう」を歌唱
- ベイビーシャークのわくわくショー（2022年8月6日 - 2023年6月24日、BSJapanext） - ダンスコーナー司会[14]
- 所さんお届けモノです!（2022年9月17日、毎日放送・TBS系列） - レポーター（立川野菜直売所）
- ラヴィット!（2023年3月14日、5月2日、TBS）
- ぽかぽか（2024年1月19日、フジテレビ）
- テレどーも!（2022年8月20日 - 、NHK Eテレ） - MC

### おかあさんといっしょ コンサート
| 公演   | タイトル                                     | 出演者（一部を除く） |
| ------ | -------------------------------------------- | --- |
| 2016年 | しりとりじまでだいぼうけん                   | 横山だいすけ、小野あつこ、小林よしひさ、上原りさ チョロミー、ムームー、ガラピコ 三谷たくみ |
| 2016年 | みんなでおどろう♪お城のパーティー            | 横山だいすけ、小野あつこ、小林よしひさ、上原りさ チョロミー、ムームー、ガラピコ |
| 2017年 | 音楽博士のうららかコンサート                 | 花田ゆういちろう、小野あつこ、小林よしひさ、上原りさ チョロミー、ムームー、ガラピコ 横山だいすけ |
| 2017年 | しずく星の大ぼうけん〜ヨックドランをすくえ〜 | 花田ゆういちろう、小野あつこ、小林よしひさ、上原りさ チョロミー、ムームー、ガラピコ、プッチマーゴ、スキッパー |
| 2018年 | シルエットはくぶつかんへようこそ!            | 花田ゆういちろう、小野あつこ、小林よしひさ、上原りさ チョロミー、ムームー、ガラピコ |
| 2018年 | はる なつ あき ふゆ どれがすき               | 花田ゆういちろう、小野あつこ、小林よしひさ、上原りさ チョロミー、ムームー、ガラピコ |
| 2019年 | しあわせのきいろい・・・なんだっけ?!         | 花田ゆういちろう、小野あつこ、福尾誠、秋元杏月 チョロミー、ムームー、ガラピコ ナーニくん 小林よしひさ、上原りさ |
| 2019年 | ふしぎな汽車でいこう〜60周年記念コンサート〜 | 花田ゆういちろう、小野あつこ、福尾誠、秋元杏月 チョロミー、ムームー、ガラピコ 眞理ヨシコ、坂田おさむ、神崎ゆう子、速水けんたろう、茂森あゆみ 横山だいすけ、小林よしひさ、上原りさ じゃじゃまる、ぴっころ、ぽろり、スプー、ムテ吉、ミーニャ、メーコブ |
| 2021年 | まってたんだよキミのこと                     | 花田ゆういちろう、小野あつこ、福尾誠、秋元杏月 林アキラ チョロミー、ムームー、ガラピコ |
| 2022年 | たいせつなもの、なあに?                      | 花田ゆういちろう、ながたまや、福尾誠、秋元杏月 小野あつこ みもも、やころ、ルチータ、あーぷん |

| 公演   | タイトル                                       | 出演者（一部を除く） |
| ------ | ---------------------------------------------- | --- |
| 2016年 | 星で会いましょう! 〜出会えばみんなおともだち〜 | 横山だいすけ、小野あつこ、小林よしひさ、上原りさ チョロミー、ムームー、ガラピコ シュッシュ、ポッポ、なお、せいや ムテ吉、ミーニャ、メーコブ  |
| 2017年 | ようこそ、真夏のパーティーへ                   | 花田ゆういちろう、小野あつこ、小林よしひさ、上原りさ チョロミー、ムームー、ガラピコ シュッシュ、ポッポ、なお （VTR出演）せいや 横山だいすけ] |
| 2018年 | みんなでわくわくフェスティバル‼                | 花田ゆういちろう、小野あつこ、小林よしひさ、上原りさ チョロミー、ムームー、ガラピコ シュッシュ、ポッポ、ゆめ、たいせい 関沢圭司              |
| 2019年 | からだ!うごかせ!元気だボーン!                  | 花田ゆういちろう、小野あつこ、福尾誠、秋元杏月 チョロミー、ムームー、ガラピコ シュッシュ、ポッポ、ゆめ、たいせい 小林よしひさ                |

### 映画
- 映画 おかあさんといっしょ はじめての大冒険（2018年9月7日公開、日活／ライブ・ビューイング・ジャパン）[20]
- 映画 おかあさんといっしょ すりかえかめんをつかまえろ!（2020年1月24日公開、日活／ライブ・ビューイング・ジャパン）[21]
- 映画 おかあさんといっしょ　ヘンテコ世界からの脱出!（2021年9月10日公開）

### 劇場アニメ
- 映画 しまじろう しまじろうとゆうきのうた（2025年3月公開予定） - フラミンゴのおねえさん 役[22]

### CM
- SBI損害保険（2024年1月16日 - ）[23]

## ディスコグラフィー

### DVD
| リリース年 | リリース日 | タイトル                                                                                         |
| ---------- | ---------- | ------------------------------------------------------------------------------------------------ |
| 2016年     | 8月3日     | 『NHK「おかあさんといっしょ」ファミリーコンサート しりとりじまでだいぼうけん』                   |
| 2016年     | 12月7日    | 『NHK「おかあさんといっしょ」スペシャルステージ 星で会いましょう!〜出会えばみんなおともだち〜』  |
| 2017年     | 2月1日     | 『NHK「おかあさんといっしょ」ファミリーコンサート みんなでおどろう♪お城のパーティー』            |
| 2017年     | 8月2日     | 『NHK「おかあさんといっしょ」ファミリーコンサート 音楽博士のうららかコンサート』                 |
| 2017年     | 12月6日    | 『NHK「おかあさんといっしょ」スペシャルステージ ようこそ、真夏のパーティーへ』                   |
| 2018年     | 2月7日     | 『NHK「おかあさんといっしょ」ファミリーコンサート しずく星の大ぼうけん～ヨックドランをすくえ～』 |
| 2018年     | 8月1日     | 『NHK「おかあさんといっしょ」ファミリーコンサート シルエットはくぶつかんへようこそ!』            |
| 2018年     | 12月5日    | 『NHK「おかあさんといっしょ」スペシャルステージ みんなでわくわくフェスティバル!!』               |
| 2019年     | 2月6日     | 『NHK「おかあさんといっしょ」ファミリーコンサート はる・なつ・あき・ふゆ どれがすき』            |
| 2019年     | 8月7日     | 『NHK「おかあさんといっしょ」ファミリーコンサート しあわせのきいろい・・・なんだっけ?!』         |